# Бондар Рима Дмитрівна
Рима Дмитрівна Бондар (рос. Ри́мма Дми́триевна Бо́ндарь, *12 листопада 1937, с. Ільїно РРФСР — †18 жовтня 2011, Одеса) — український та радянський археолог-античник, кандидат історичних наук, доцент кафедри стародавнього світу та середніх віків Одеського національного університету імені І. І. Мечникова.

## Біографія
Народилася 12 листопада 1937 року у с. Ільїно Великолукської області РРФСР.
У 1959 році закінчила навчання на історичному факультеті Одеського національного університету імені І. І. Мечникова.
Сфера інтересів — антична археологія, історія та археологія римських провінцій Нижня та Верхня Мезія, Дакія; нижньодунайський лімес; фракійський гальштат; гетсько-фракійська культура; антична нумізматика.
Авторка більш ніж 40 наукових праць.
У 1962–1969 та у 1973–1974 рр. Рима Дмитрівна Бондар працювала науковим співробітником Одеського археологічного музею Академії наук Української РСР. У 1969—1972 рр. вона навчалася в аспірантурі в Інституті археології Академії наук СРСР. У 1975 р. в Інституті археології Академії наук СРСР — захистила дисертацію на тему "Будівельна справа Нижньодунайського лімесу (Нижня Мезія, Дакія у І — ІІ ст. н. е.)"Науковим керівником її дисертації був Володимир Дмитрович Блаватський
Від 1974 р. Рима Дмитрівна Бондар — старший викладач, а від 1978 р. — доцент кафедри історії Стародавнього світу та Середніх віків, де вона тривалий час працювала під керівництвом П. О. Каришковського. Рима Дмитрівна читала лекції з історії Стародавнього Рима, Стародавнього Сходу та низки спеціальних курсів.
Рима Дмитрівна Бондар померла 18 жовтня 2011року.
Свій прах вона заповіла розвіяти у селі Орлівка Ренійського району Одеської області, над місцями, де під її керівництвом протягом багатьох років проходили археологічні розкопки.

## Археологічні експедиції
1. Роксоланська археологічна експедиція Одеського державного університету імені І. І. Мечникова під керівництвом доцента С.Сініцина — 1958—1961 рр.
2. Тірська археологічна експедиція під керівництвом О. І. Формаковського (Київ) — 1962 рік.
3. Розкопки села Южне Відділу Одеського археологічного музею, під керівництвом під керівництвом О. Г. Сальникова — 1962 рік.
4. Орловська археологічна експедиція Одеського археологічного товариства під керівництвом І. Д. Головко — 1963 р. та від 1964 до 1993 р. (з перервами) — Р. Д. Бондар.
5. Дністровсько-Дунайська археологічна експедиція під керівництвом Г. Б. Федорова (Москва) — 1967, 1968 роки
6. Прутсько-Дністровська археологічна експедиція під керівництвом М. М. Шмаглія (Київ) — 1968 рік.
7. Таманська археологічна експедиція Академії наук СРСР (Москва)

## Наукові публікації
- Некоторые проблемы нижнедунайского лимеса. // Вестник древней истории [Архівовано 7 травня 2022 у Wayback Machine.], 1973, № 3. (рос.)
- Городище у с. Орловка. // Археология СССР. Античные государства Северного Причерноморья\ (Редактор: Г. А. Кошеленко).] — М.: Наука, 1984. (рос.)
- О дунайском лимесе провинции Нижняя Мезия / Р. Д. Бондарь // «Древнее Причерноморье», чтения памяти проф. П. О. Карышковского, 2-я, юбилейная конференция. (1991; Одесса) Тезисы докладов…9-11 марта, 1991г. / «Древнее Причерноморье», чтения памяти проф. П. О. Карышковского, 2-я, юбилейная конференция. (1991; Одесса) ; отв. ред.: А. Г. Загинайло ; ОГУ им. И. И. Мечникова . — Одесса, 1991 . — С.8-9. (рос.)